# St. Benno (Bischofswerda)

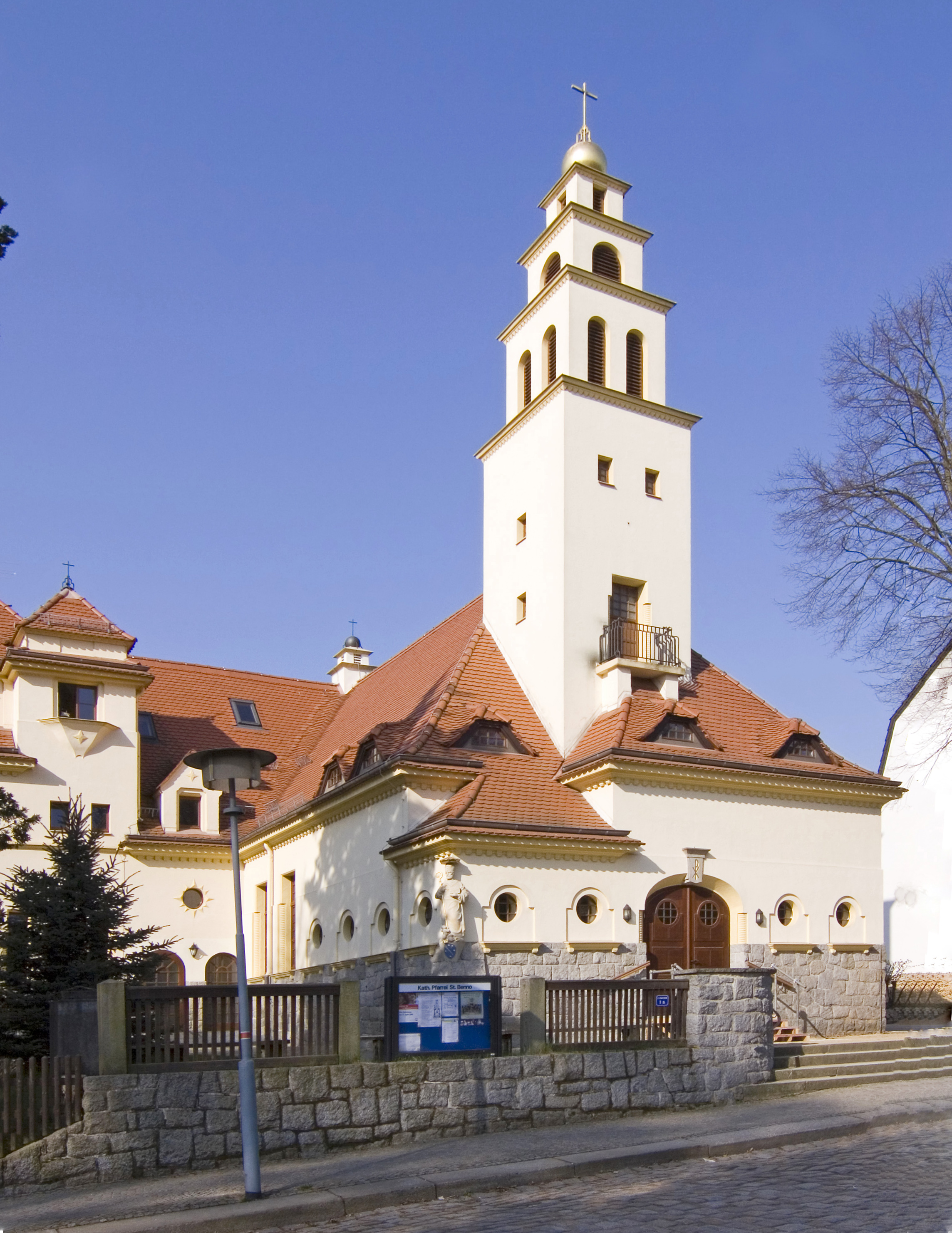
St.-Benno-Kirche

Sankt Benno ist die römisch-katholische Kirche in Bischofswerda, einer Stadt im Landkreis Bautzen in Sachsen. Die nach dem heiligen Benno von Meißen benannte Kirche gehört zur Pfarrei Sankt Maria Magdalena mit Sitz in Kamenz, im Dekanat Bautzen des Bistums Dresden-Meißen. Das Kirchengebäude steht als Baudenkmal unter der Erfassungsnummer 09285797 unter Denkmalschutz.

## Geschichte
Durch die Reformation wurde 1558 die Marienkirche (heute Christuskirche) in Bischofswerda lutherisch.
Nachdem sich wieder Katholiken in Bischofswerda angesiedelt hatten, erfolgte von 1923 bis 1924 der Bau der St.-Benno-Kirche, am 21. Mai 1925 wurde sie geweiht.
Seit Mai 2019 gehört die Kirche zur Pfarrei Sankt Maria Magdalena, die zu dieser Zeit durch die Fusion der Pfarreien Bischofswerda, Kamenz und Radeberg gebildet wurde. Die Pfarrei St. Benno in Bischofswerda wurde zu diesem Zeitpunkt aufgelöst. Zur Pfarrei Sankt Maria Magdalena gehören außer der Kirche St. Benno in Bischofswerda auch die Krankenhauskirche in Arnsdorf, die Kirche St. Maria Magdalena in Kamenz, die Kreuzerhöhungskirche in Königsbrück, die Kapelle Mutter vom Guten Rat in Oßling, die Kirche St. Joseph der Werkmann in Ottendorf-Okrilla, die Kapelle St. Marien in Pulsnitz und die Kirche St. Laurentius in Radeberg. Die Kapelle St. Michael in Bretnig-Hauswalde wurde am 20. Dezember 2017 aufgehoben.

## Architektur
Die nach Plänen des Lausitzer Architekten Rudolf Zacek aus Bautzen im Stil des Art déco erbaute Kirche steht auf dem Grundstück Johann-Sebastian-Bach-Str. 1, sie bildet mit dem Pfarrhaus eine stilistische Einheit.
An einer Ecke der Kirche stellt eine Statue Bischof Benno von Meißen dar, den Schutzpatron der Kirche.